# Ànec de goma

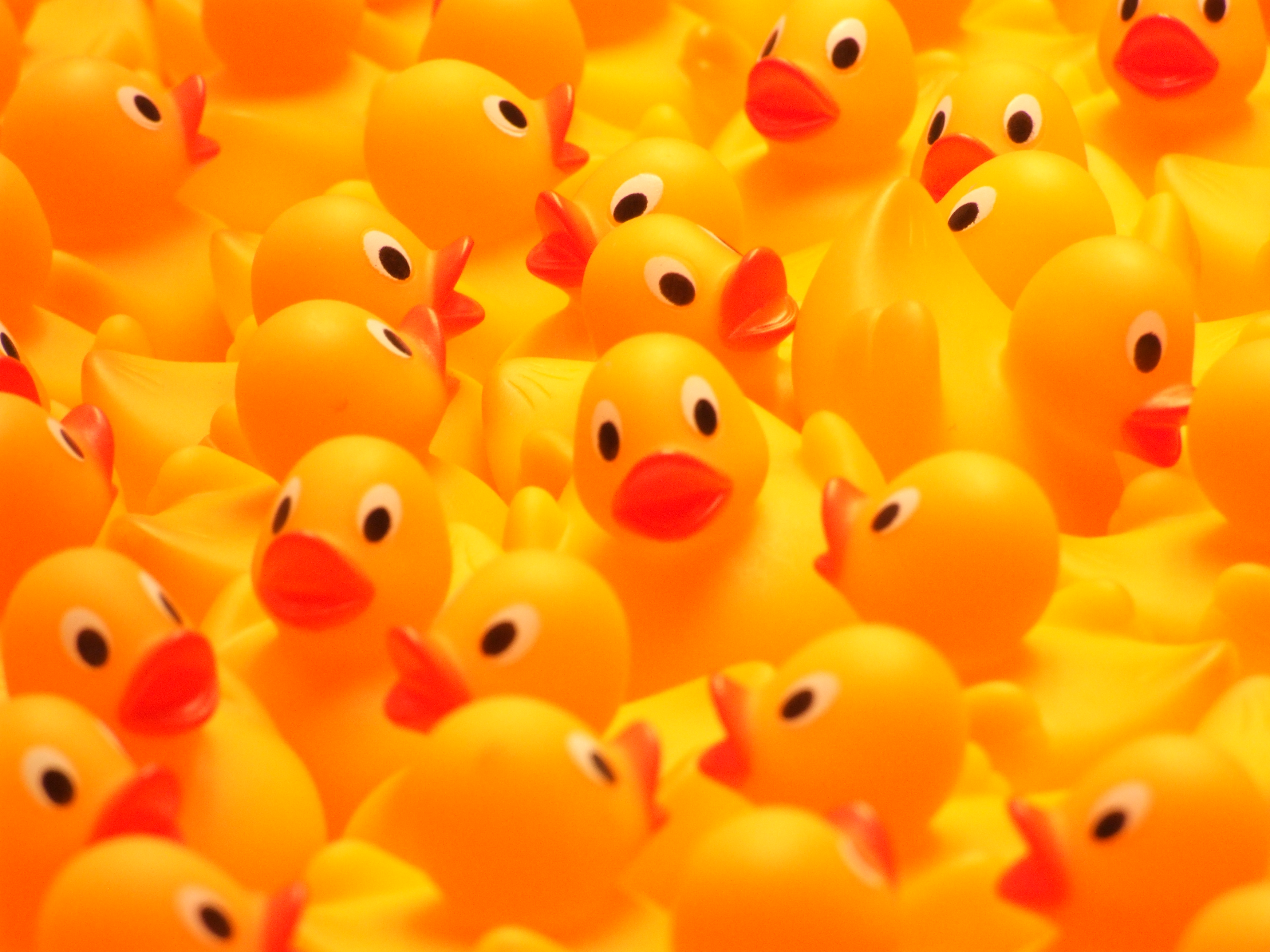
Ànecs de goma

Un ànec de goma és una joguina, en forma d'ànec, que es fa de cautxú o d'algun material similar, com el vinil. Gairebé tots els ànecs de goma contemporanis es fan de plàstic de vinil més que de cautxú.
La forma més popular de l'ànec de goma és l'ànec de joguina per al bany que es dissenya per a surar i per jugar-hi dins una banyera. No obstant això, no tots els ànecs de goma són joguines de bany. A algunes persones els agrada tenir-los com a decoració en un armari o dormitori. Els ànecs de goma eren inicialment perquè els nens petits juguessin amb ells a la banyera, però ara són articles comuns previstos per a armaris o dormitoris d'adolescents. Ara es poden trobar articles decorats amb ànecs en botigues com ara samarretes, carpetes, quaderns, i altres objectes.
Els ànecs de goma es poden trobar de diversos colors, mides, formes i presentacions per a satisfer qualsevol ocasió. Els ànecs de goma han arribat a l'estatus d'icona popular i, al mateix temps que segueixen sent una joguina dedicada als nens, també s'utilitzen i són admirats per gent de totes les edats.
Els ànecs de goma poden ser equipats amb un sonador que fa un so que xiula o grinyola en pitjar-los. Més rarament, la joguina pot tenir un sonador que faci un so que s'assembla a l'onomatopeic «cuac» d'un veritable ànec. Els ànecs de joguina del bany tenen a vegades un forat a la panxa que permet que la joguina absorbeixi i després llanci dolls d'aigua. No es coneix l'origen cert del primer ànec de goma, però sembla inevitablement lligat a la de la fabricació de goma, al desenvolupament del cautxú sintètic de goma, i més recentment a la manufactura moderna de joguines, incloent-hi els cotxes i les nines, i l'adveniment de les joguines amb sonador, que data com a mínim a la fi del segle xix. Encara que es pensa sovint que les joguines de xiulet segueixen sent les joguines del gos, molta gent encara gaudeix de l'ànec de goma grinyolant.
Els ànecs de goma són col·leccionats per un petit nombre d'entusiastes de diferents països incloent: Canadà, Regne Unit, Alemanya, Japó, Singapur, Nova Zelanda, Estats Units, i els Països Baixos. El rècord Guinness de la col·lecció d'ànecs de goma més gran del món abasta 1.437 ànecs únics el 2003.
Algunes organitzacions de caritat han organitzat carreres d'ànecs de goma a les quals centenars o milers d'ànecs de goma es llancen a un riu, estany, o una altra massa d'aigua i després es deixen surar en una cursa delimitada per boies. El primer que suri més enllà de la línia de final és el guanyador. Els ànecs de goma després es recuperen i s'utilitzen una altra vegada més endavant. A causa de les preocupacions ambientals, els llocs per fer carreres d'ànecs han de ser elegits amb cura.